# Troides hypolitus
Espèce
Statut CITES
Troides hypolitus est une espèce de lépidoptères (papillons) de la famille des Papilionidae.

## Taxinomie
Troides hypolitus a été décrit par Pieter Cramer en 1775 sous le nom initial de Papilio hypolitus.
Synonyme : Ripponia hypolitus.

### Nom vernaculaire
Troides hypolitus se nomme Hypolitus Birdwing en anglais

### Sous-espèces
- Troides hypolitus hypolitus; présent dans l'archipel des Moluques.
- Troides hypolitus antiopa Rothschild, 1908; présent dans les iles Morotai, Halmahera et Ternate.
- Troides hypolitus bachanensis Okano & Ohkura, 1978; présent dans l'ile Bachan[2].
- Troides hypolitus cellularis Rothschild, 1895; présent au Sulawesi et dans les iles Talaud et Sangir.
- Troides  hypolitus sulaensis (Staudinger, 1895); présent à Sula, Taliabu, Mangola et Sanana[1].

## Description
Troides hypolitus est un grand papillon d'une envergure variant de 180 mm à 200 mm, aux ailes postérieures festonnées, dont la tête et le thorax sont noirs et l'abdomen jaunâtre. Il existe un léger dimorphisme sexuel.
Les mâles ont les ailes antérieures noires aux veines discrètement soulignées de blanc, et les ailes postérieures grisées (plus clair sur le revers) à veines noires et bande jaune tachée de noir au bord costal et au bord externe des dentelures noires marginales.
Les femelles, plus grandes que les mâles ont les ailes antérieures de couleur marron très foncé aux veines bordées de blanc, et les ailes postérieures à aire basale marron et le reste de l'aile jaune du côté costal, blanc du côté interne avec une ligne de taches rondes noires.

## Biologie
Troides hypolitus vole toute l'année.

## Écologie et distribution
Troides hypolitus est présent dans l'archipel des Moluques et au Sulawesi.

### Biotope
Troides hypolitus réside surtout en altitude à partir de 600 m.

### Protection
Troides hypolitus est protégé.